# Geophis ruthveni
Geophis ruthveni este o specie de șerpi din genul Geophis, familia Colubridae, descrisă de Yehudah L. Werner în anul 1925. A fost clasificată de IUCN ca specie cu risc scăzut. Conform Catalogue of Life specia Geophis ruthveni nu are subspecii cunoscute.